# Virginio Cáceres
Virginio Cáceres (ur. 21 maja 1962 w Itacurubi del Rosario) – były paragwajski piłkarz grający na pozycji obrońcy. Gracz brał udział w Mistrzostwach Świata w 1986 roku.

## Osiągnięcia
- Mistrzostwa Paragwaju (7x):

Club Guaraní: 1984
Club Olimpia: 1993, 1995, 1997, 1998, 1999, 2000
- Copa Libertadores:

Club Olimpia: 2002
- Supercopa Sudamericana:

Club Olimpia: 1990
- Recopa Sudamericana:

Club Olimpia: 1991